# Chandra Cheeseborough
Chandra Danette Cheeseborough (Jacksonville, 10 januari 1959) is een voormalige Amerikaanse sprintster, die was gespecialiseerd in de 400 m. Ze nam tweemaal deel aan de Olympische Spelen en won hierbij drie medailles. Het meest succesvol was ze op de estafettenummers, waarop zij op dezelfde Spelen twee gouden plakken veroverde.

## Loopbaan

### Eerste successen
Chandra Cheeseborough kreeg op zestienjarige leeftijd al internationale bekendheid door het winnen van twee gouden medailles op de Pan-Amerikaanse Spelen van 1975 in Mexico-Stad. De 200 m won zij met een tijd van 22,77 s, waarmee zij tevens het Amerikaanse record verbeterde. Het tweede goud veroverde zij als lid van het Amerikaanse team op de 4 x 100 m estafette.
Het jaar erop liep ze een Amerikaans jeugdrecord op de 100 m in 11,13 en schreef hiermee het Amerikaanse jeugdkampioenschap op haar naam. Nadat ze de highschool had beëindigd, ging ze studeren aan de Tennessee State University. Hier werd ze lid van het atletiekteam, waarmee ze het wereldindoorrecord verbeterde op de 640 yd estafette (1.08,9) en de 800 yard sprint medley (1.47,17).

### Olympisch debuut in 1976
In 1976 debuteerde Cheeseborough op de Olympische Spelen van Montreal. Hier werd ze zesde op de 100 m en zevende op de 4 x 100 m estafette. Vier jaar later kon ze wegens de Amerikaanse boycot niet meedoen aan de Olympische Spelen van Moskou. Intussen had zij een jaar eerder op de Pan-Amerikaanse Spelen van San Juan in Puerto Rico opnieuw een gouden medaille veroverd op de 4 x 400 m estafette. 

### OS 1984: Tweemaal goud en eenmaal zilver
Haar doorbraak maakte Cheeseborough in 1984. Toen verbeterde ze tweemaal het Amerikaanse record op de 400 m en plaatste zij zich voor de Olympische Spelen van Los Angeles. Hier schreef ze geschiedenis door als eerste vrouw met minder dan een uur rust goud te winnen op zowel de 4 x 100 m estafette als de 4 x 400 m estafette. Individueel behaalde ze bovendien een zilveren medaille op de 400 m. Met een tijd van 49,05 eindigde ze achter haar landgenote Valerie Brisco-Hooks (goud; 48,83) en voor de Britse Kathy Cook (brons; 49,43).

### Trainster van de olympische sprintploeg
Ook na haar actieve sportcarrière bleef Cheeseborough de sport trouw als trainster van verschillende atletiekteams. In 2000 werd ze als jongste lid in de Amerikaanse Hall of Fame opgenomen. Op 18 maart 2007 werd bekendgemaakt, dat ze assistent-trainer werd van het Amerikaanse olympische team. Ze begeleidde hierbij de atleten die uitkwamen op de sprint en het hordelopen bij de Olympische Spelen van 2008 in Peking.

## Titels
- Olympisch kampioene 4 x 100 m - 1984
- Olympisch kampioene 4 x 400 m - 1984
- Pan-Amerikaanse Spelen kampioene 200 m - 1975
- Pan-Amerikaanse Spelen kampioene 4 x 100 m - 1975, 1979
- Amerikaans kampioene 100 m - 1976
- Amerikaans indoorkampioene 220 yd - 1979, 1981, 1982, 1983

## Persoonlijke records
| Onderdeel | Prestatie | Datum            | Plaats       |
| --------- | --------- | ---------------- | ------------ |
| 100 m     | 11,13 s   | 21 juni 1976     | Eugene       |
| 200 m     | 21,99 s   | 19 juni 1983     | Indianapolis |
| 300 m     | 35,46 s   | 18 augustus 1984 | Londen       |
| 400 m     | 49,05 s   | 6 augustus 1984  | Los Angeles  |

## Palmares

### 100 m
- 1976:  Amerikaanse kamp. - 11,34 s
- 1976: 6e OS - 11,31 s
- 1980:  Olympische Boycot Spelen - 11,27 s

### 200 m
- 1975:  Pan-Amerikaanse Spelen - 22,77 s (NR)
- 1980:  Olympische Boycot Spelen - 22,84 s

### 220 yd
- 1979:  Amerikaanse indoorkamp. - 23,93 s
- 1981:  Amerikaanse indoorkamp. - 23,27 s
- 1982:  Amerikaanse indoorkamp. - 23,46 s
- 1983:  Amerikaanse indoorkamp. - 23,52 s

### 400 m
- 1984:  OS - 49,05 s

### 4 x 100 m
- 1975:  Pan-Amerikaanse Spelen - 42,90 s
- 1976: 7e OS - 43,35 s
- 1979:  Pan-Amerikaanse Spelen - 43,30 s
- 1984:  OS - 41,65 s

### 4 x 400 m
- 1984:  OS - 3.18,29 (OR)

1928: Rosenfeld, Smith, Bell, Cook ·
1932: Carew, Furtsch, Rogers, Von Bremen ·
1936: Bland, Rogers, Robinson, Stephens ·
1948: Stad-de Jong, Witziers-Timmer, van der Kade-Koudijs, Blankers-Koen ·
1952: Faggs, Jones, Moreau, Hardy ·
1956: Strickland, Croker, Mellor, Cuthbert ·
1960: Hudson, Williams, Jones, Rudolph ·
1964: Ciepły, Kirszenstein, Górecka, Kłobukowska ·
1968: Ferrell, Bailes, Netter, Tyus ·
1972: Krause, Mickler-Becker, Richter, Rosendahl ·
1976: Oelsner, Stecher, Bodendorf, Eckert ·
1980: Müller, Wöckel, Auerswald, Göhr ·
1984: Brown, Bolden, Cheeseborough, Ashford ·
1988: Brown, Echols, Griffith-Joyner, Ashford ·
1992: Ashford, Jones, Guidry, Torrence ·
1996: Devers, Miller, Gaines, Torrence ·
2000: Fynes, Sturrup, Davis, Ferguson ·
2004: Lawrence, Simpson, Bailey, Campbell ·
2008: Borlée, Mariën, Ouédraogo, Gevaert ·
2012: Madison, Felix, Knight, Jeter ·
2016: Madison, Felix, Gardner, Bowie ·
2020: Williams, Thompson-Herah, Fraser-Pryce, Jackson ·
2024: Jefferson, Terry, Thomas, Richardson
1972: Käsling, Kühne, Seidler, Zehrt ·
1976: Maletzki, Rohde, Streidt, Brehmer ·
1980: Prorotsjenko, Gojsjtsjik, Zjoeskova, Nazarova ·
1984: Leatherwood, Howard, Brisco-Hooks, Cheeseborough ·
1988: Ledovskaja, Nazarova, Pinigina, Bryzgina ·
1992: Roezina, Dzjigalova, Nazarova, Bryzgina ·
1996: Stevens, Malone, Graham, Miles ·
2000: Miles Clark, Hennagan, Colander, Anderson ·
2004: Trotter, Henderson, Richards, Hennagan ·
2008: Wineberg, Felix, Henderson, Richards ·
2012: Trotter, Felix, McCorory, Richards-Ross ·
2016: Okolo, Hastings, Francis, Felix ·
2020: McLaughlin, Felix, Muhammad, Mu ·
2024: Little, McLaughlin-Levrone, Thomas, Holmes